# Lastauroides melaleucus
Lastauroides melaleucus är en tvåvingeart som först beskrevs av Ignaz Rudolph Schiner 1868.  Lastauroides melaleucus ingår i släktet Lastauroides och familjen rovflugor. Inga underarter finns listade i Catalogue of Life.